# Бузекара
Бузекара је насељено мјесто у саставу дистрикта Брчко, БиХ.

## Становништво
| Националност       | 1991.        |
| Срби               | 422 (98,14%) |
| Хрвати             | 0            |
| Муслимани          | 0            |
| Југословени        | 5 (1,16%)    |
| остали и непознато | 3 (0,7%)     |
| Укупно             | 430          |